# Iphiaulax tenuilineatus
Iphiaulax tenuilineatus är en stekelart som beskrevs av Cameron 1904. Iphiaulax tenuilineatus ingår i släktet Iphiaulax och familjen bracksteklar. Inga underarter finns listade i Catalogue of Life.